# Лонг Гроув (Илиноис)
Лонг Гроув (енгл. Long Grove) град је у америчкој савезној држави Илиноис.

## Демографија
По попису из 2010. године број становника је 8.043, што је 1.308 (19,4%) становника више него 2000. године.
| Група             | 2000.         | 2010.         |
| Белци             | 5.960 (88,5%) | 6.597 (82,0%) |
| Афроамериканци    | 63 (0,9%)     | 99 (1,2%)     |
| Азијати           | 456 (6,8%)    | 961 (11,9%)   |
| Хиспаноамериканци | 202 (3,0%)    | 258 (3,2%)    |
| Укупно            | 6.735         | 8.043         |